# Armando Alarcón del Canto
Armando Alarcón del Canto (Chillán, 6 de mayo de 1895-Concepción, 11 de junio de 1961) fue un militar, agricultor y político chileno, miembro del Partido Radical (PR). Se desempeñó como intendente de la provincia de Concepción entre 1942 y 1947; bajo el gobierno del presidente Juan Antonio Ríos. Previamente, ejerció como regidor de Concepción y diputado por la 17.ª Agrupación Departamental (Tomé, Concepción, Talcahuano, Yumbel y Coronel).

## Familia y estudios
Nació en la comuna chilena de Chillán el 6 de mayo de 1895, hijo de Matías Alarcón Robles y de Juana Isabel del Canto y Lantaño. Ingresó a la Escuela Militar del Libertador Bernardo O'Higgins, retirándose voluntariamente con el grado de mayor en 1932.
Se dedicó a la agricultura, siendo propietario de la hacienda "Marimaura" en la comuna de San Javier. Además, se desempeñó como consejero de la Caja de Crédito Agrario y de la Junta de Explotación Agrícola, y desde marzo de 1948, ocupó el puesto de director de la Sociedad Agrícola del Sur. Fue socio de la Sociedad Nacional de Agricultura (SNA).
Se casó en dos oportunidades, primero con Pilar Manzano Ezquerra, con quien tuvo un hijo, Matías Armando; y en segundas nupcias con Magdalena Manzano Ezquerra.

## Carrera política
Militante del Partido Radical (PR), actuó como regidor de la Municipalidad de Concepción en 1938. En 1939, se postuló como candidato único a diputado en representación de la 17.ª Agrupación Departamental (correspondiente a los departamentos de Tomé, Concepción, Talcahuano, Yumbel y Coronel), en una elección complementaria efectuada para ocupar el escaño de Sebastián Melo Hermosilla, fallecido en el cargo. Resultó electo para finalizar el período legislativo 1937-1941, y se incorporó a la cámara el 10 de mayo de 1939, donde integró la comisión de Defensa Nacional.
Luego, en las elecciones parlamentarias de 1941, buscó la reelección diputacional, pero debido a que su ubicación dentro de la lista (PR-PC-Democrático-PST), no la obtuvo. Con ocasión del gobierno del presidente Juan Antonio Ríos, también radical, en 1942, fue nombrado como intendente de la provincia de Concepción, cargo que ejerció hasta 1946.
En junio de 1947, fue nombrado director del Club Hípico de Concepción, y en octubre del año siguiente, presidente del Club de Concepción. De la misma manera, en abril de 1950, fue nombrado director de la Universidad de Concepción. Falleció en Concepción. A modo de homenaje, en la comuna de Hualpén (provincia de Concepción), fue bautizada en su nombre la «Población Armando Alarcón del Canto», la cual se fundó en 1960 posterior al terremoto del mismo año en el sector de Hualpencillo. Asimismo, en la comuna de Talcahuano, de la misma provincia, la Comisaría de Carabineros n° 4, lleva su nombre. Durante la dictadura militar del general Augusto Pinochet fue utilizada como centro de detención para prisioneros políticos de la región del Biobío.